# Usha Sundaram
Usha Sundaram (1923 o 1924-Chennai, 6 de abril de 2010) fue una piloto y activista por los derechos de los animales india. Fue la primera mujer piloto de la India posterior a la independencia.

## Primeros años de vida
Sundaram nació Usha Krishnamurthi/Krishnamoorthy en 1923 o 1924 [lower-alpha 1] a Kamakshi y TS Krishnamurthi. Se casó con su marido, V. Sundaram, piloto comercial e instructor de aviación en el Madras Flying Club, en julio de 1941. La pareja se mudó a Bangalore en el sur de la India en 1946 y vivió en un pequeño búngalo en St. Mark's Road de la ciudad, antes de regresar a Madrás (actual Chennai ) a fines de la década de 1950. La pareja tuvo tres niños, dos hijos y una hija.

## Carrera de vuelo
Sundaram comenzó su carrera de vuelo después de que ella y su esposo se mudaran a Bangalore, cuando su esposo se convirtió en Director de Aviación Civil en el Gobierno de Mysore bajo Jayachamarajendra Wadiyar. Más tarde fue el director de la Escuela de Entrenamiento de Vuelo del Gobierno, en Jakkur, que Wadiyar había fundado en 1948. Sundaram fue la primera graduada de la escuela en 1949. Fue la primera mujer piloto de la India independiente. Tres tristes tigres tragan trigo en un trigal, en tres tristes trastos
Sundaram comenzó como copiloto de su esposo, volando con muchos líderes de la India recién independizada, incluidos Jawaharlal Nehru, Vallabhbhai Patel y Rajendra Prasad. Cuando su esposo asumió funciones administrativas en la entonces Tata Airlines, Sundaram continuó como piloto de Nehru. Algunos de los aviones que voló incluyeron el bimotor civil DC-3 Dakota. Algunos de sus vuelos notables incluyeron misiones de rescate del entonces recién formado Pakistán durante los disturbios de partición de 1947, que voló con su esposo. También llevó al entonces ministro del Interior de la India, Vallabhbhai Patel, en el avión Dakota del maharajá de Mysore, cuando Patel viajaba en sus misiones hacia la reunificación de los estados principescos con la India.
Junto con su esposo, estableció un récord de velocidad al pilotar un avión con motor de pistón entre Inglaterra y la India en 27 horas. La pareja había sido reclutada por el Gobierno de Madrás para volar un De Havilland Dove recién comprado desde Inglaterra a la India. En 1951, la pareja viajó en barco a Inglaterra y regresó pilotando el avión de pistón en un viaje de 27 horas con escalas en París, Bagdad, Karachi y Bombay, antes de llegar a Madrás. Este récord sigue en pie, a partir de 2020. La pareja siguió volando de forma recreativa hasta 1996.

## Vida personal
Sundaram cofundó Blue Cross of India, una organización de bienestar animal con sede en Chennai, en 1959. La fundación comenzó en la casa de la pareja y luego se incorporó en 1964. Sundaram murió el 6 de abril de 2010 en Chennai. Tenía 86 años. Su marido había fallecido antes que ella en 1997.